# Yamaha FZ 250 Phazer
La Yamaha FZ 250 Phazer è una motocicletta stradale sportiva prodotta dalla casa motociclistica giapponese Yamaha a partire dal 1985 fino al 1986.

## Descrizione
Il motore, dalla cubatura di 249 cm³, era un quattro cilindri in linea raffreddato a liquido con doppio albero a camme (DOHC: Double Overhead Camshaft) a quattro valvole per cilindro.
Dotata di un cambio a sei velocità, la moto utilizzava una frizione a dischi multipli in bagno d'olio. Il motore era alloggiato sul telaio a doppia culla in tubo d'acciaio.
La sospensione anteriore utilizzata era una forcella telescopica regolabile. Al posteriore invece montava un mono ammortizzatore anch'esso regolabile.